# Klimpke
Klimpke ist ein deutscher Familienname.

## Namensträger
- Andreas Klimpke (* 1972), deutscher Handballspieler
- Juergen Klimpke (* 1963), Bürgermeister der Kreisstadt Schleiz von 2012 bis 2018
- Ole Klimpke (* 2001), deutscher Handballspieler
- Till Klimpke (* 1998), deutscher Handball-Nationalspieler
- Wolfgang Klimpke (* 1967), deutscher Handballspieler